# Histoire de l'éducation physique et sportive au Québec
Cet article contient les faits saillants de l'histoire de l'éducation physique et sportive au Québec de ses débuts à aujourd'hui ainsi que les conceptions qui l'ont influencé. 

## Conceptions

### Agriculturisme

#### Définition
Durant tout le XIXe siècle et jusqu'en 1921,, la population québécoise est majoritairement rurale et vit principalement d'un agriculture de subsistance. Les dirigeants, et particulièrement les dirigeants religieux, en viennent, dans la deuxième moitié du XIXe siècle, à développer une conception de l'homme, de la vie et de la société strictement en fonction du mode de vie rural et agricole; ils élaborent un humanisme rural.
Cette idéologie constitue un trait dominant de la pensée des dirigeants canadiens français durant plus d'un siècle. Ceux-ci semblent ignorer les transformations socio-économiques que connaît le Québec et persistent à prêcher les valeurs de l'agriculturisme même si, de toute évidence, le peuple adhère de plus en plus à d'autres valeurs. 
Pour les agriculturistes, dont l'abbé Jean Langevin est l'un des représentants les plus influents durant la seconde moitié du XIXe siècle, l'agriculture est la base de l'économie et la vie rurale, le fondement de la société et des valeurs traditionnelles ancestrales. Aussi Langevin demande-t-il aux instituteurs et institutrices d'inspirer aux enfants la supériorité du mode de vie rural sur le mode de vie urbain:

« Ce serait rendre un service éminent au pays, que d'inspirer aux jeunes gens de la campagne l'estime et le goût de l'état de leurs pères, et de leur faire sentir combien il est honorable et heureux. Oui, détournons-les de l'envie d'abandonner le séjour paisible et le moral des champs pour les dangers et les séductions des villes; encourageons-les à embrasser vaillamment la vie de laboureurs et à ouvrir, s'il le faut, de nouvelles terres; enfin prêchons-leur sur tous les tons l'importance vitale pour les canadiens français de s'emparer des terres vacantes et d'y fonder de nouvelles paroisses. Faisons-leur envisager cette colonisation de nos terres incultes comme une entreprise patriotique, comme une question de vie ou de mort pour notre race. »

— Jean Langevin, Cours de pédagogie ou principes d'éducation
Langevin estime que le mode de vie rural et l'agriculture assureront l'avenir des Canadiens français en conservant intègres leur langue, leur foi, leurs institutions et leurs mœurs. On observe alors que l'agriculturisme s'insère dans une idéologie plus globale, celle de la survivance nationale.
L'idéologie agriculturiste oppose radicalement la vie des villes à celle des campagnes, qu'elle idéalise et magnifie. Dans les villes, l'homme perd ses croyances religieuses et ses bonnes mœurs; il côtoie la corruption, l'impiété et des «cœurs pervertis». Au contraire, la vie des campagnes lui apporte la joie, l'affection de la famille et la modération des désirs.

#### L'agriculturisme et l'éducation physique
Les dirigeants religieux, principaux définiteurs de l'idéologie agriculturiste, sont aussi les dirigeants scolaires. Il ne faut donc pas s'étonner que le système d'enseignement subisse lui aussi l'influence de cette idéologie. L'éducation physique n'échappe pas à cette influence. Pour les agriculturistes, le mode de vie rural et l'agriculture répondent avantageusement à tous les besoins des Canadiens français. Aussi développent-ils une application de l'éducation physique qui correspond aux valeurs religieuses, morales, patriotiques et sociales que contient l'idéologie, tout en permettant d'atteindre les buts de l'enseignement sportif. 
Au XIXe siècle, les deux principaux objectifs sont la santé et la force. Les agriculturistes considèrent que ces buts peuvent et doivent être atteints par les travaux agricoles. Ils ne font pas de distinction  entre les effets des différentes formes d'activité physique. L'organisme humain a besoin de mouvement et les travaux agricoles lui en fournissent suffisamment. Il ne saurait question d'accepter des activités physiques improductives, surtout si elles ne font pas partie de la culture traditionnelle. 

##### La salubrité des campagnes
Selon les agriculturistes, la campagne est le milieu par excellence pour assurer la santé et la vigueur de l'homme. L'air qu'on y respire est pur; il circule à l'aise dans la poitrine dilatée; il fait des tempéraments robustes et des âmes fortes.
La croissance de l'enfant, le développement des organes de l'adolescent ne se font nulle part aussi heureusement que dans la vie des champs. Cette tendre nature ne se constitue et ne s'harmonise nulle part aussi bien qu'au grand air de la campagne.[réf. nécessaire]
Les écoliers ruraux profitent des vertus hygiéniques de la campagne. En effet, les écoles des villes et celles des campagnes sont placées dans des conditions bien différentes par rapport aux activités physiques des enfants.

« Les enfants des campagnes sont en général plus forts; l'air plus pur qu'ils respirent, le mouvement plus grand qu'ils se donnent, le développement plus libre, plus naturel, auquel ils sont soumis, tout cela exerce une influence sur la santé. Aussi pour ces enfants, le séjour à l'école présente moins d'inconvénients. »

— Dr J.-I. Desroches, Journal d'hygiène populaire
De plus, ils soutiennent que le cultivateur respire un air pur et accomplit son travail dans des conditions très favorables à la santé. L'agriculteur est d'ailleurs celui qui a le moins besoin de conseils d'hygiène, puisque c'est lui qui, de tous les ouvriers, fournit les plus beaux et les plus nombreux exemples de santé et longévité.
Non seulement le milieu rural favorise la santé physique et mentale, mais il est aussi, et surtout, le plus favorable à l'éducation morale et religieuse. Monseigneur Louis-François Laflèche, évêque de Trois-Rivières, n'hésite pas à proclamer que le travail agricole, en plus d'être celui qui est le plus favorable au développement des facultés physiques, morales et intellectuelles de l'homme, est aussi celui qui le met le plus directement en rapport avec Dieu.

##### Les travaux agricoles comme exercices physiques
Pour les agriculturistes, les occupations agricoles sont sans contredit les plus aptes à développer la santé physique et mentale. Il suffit, disent-ils, d'observer les agriculteurs pour s'en rendre compte.
La première référence explicite que nous trouvons sur les intentions d'appliquer une telle conception de l'éducation physique au XIXe siècle, est celui qui aurait été surnommé de son vivant le père de l'éducation du peuple canadien: Joseph-François Perrault. Cet éducateur, très écouté dans la première moitié du XIXe siècle, soumet, en 1832, au Comité spécial de la Chambre d'assemblée, que l'art du jardinage:

« ... tout en offrant aux enfants une honnête récréation, et en servant à leur donner de la vigueur et raffermir leur santé, leur procurera les moyens de vivre dans la suite par une honnête et profitable industrie. »

— Joseph-François Perrault, La vie de Joseph-François Perrault
L'accent mis sur l'aspect utilitaire de l'activité physique, par Perrault, n'est pas pour surprendre dans une société qui vit d'une économie agricole de subsistance. 
Au milieu du siècle, Étienne-Paschal Taché, médecin, militaire et politicien, attribue la force et la santé des Canadiens français aux occupations agricoles. Bien qu'il ne recommande pas de faire de ces occupations un moyen d'éducation physique, il n'en soutient pas moins que ce sont ces occupations qui ont fourni «le plus grand nombre de constitutions saines et athlétiques». Taché s'exprime très clairement à ce sujet devant les membres de l'institut canadien de Montréal en 1848:

« La force et la santé, dons précieux du ciel, se trouvent, proportion gardée, plus généralement répandue chez nos compatriotes que chez les peuples de la vieille Europe, pour la raison que la grande masse de notre population est agricole: car de toutes les occupations auxquelles l'espèce humaine se livre ici-bas, la culture de la terre est sans contredit la plus propre à les entretenir toutes deux. »

— Étienne-Paschal Taché, Le Répertoire national
Il constate aussi que les jeunes gens qui sortent des collèges sont très inférieurs aux cultivateurs pour tout ce qui concerne les exercices du corps. 
Mais c'est Antoine Gérin-Lajoie qui nous donne des précisions sur la valeur des travaux agricoles comme exercices physiques. Après avoir déploré le fait que «l'éducation physique est trop négligée» dans les collèges, il suggère que chaque collège est une «salle de gymnastique» et que des prix soit donnés aux élèves qui se distingueront par leur force ou leur adresse. Toutefois, il estime qu'il serait encore plus désirable que dans le voisinage du collège, il y ait une petite ferme où les élèves s'exerceraient à la pratique de l'agriculture. 
Gérin-Lajoie exprime sa préférence pour les travaux agricoles comme moyen d'éducation physique. L'enseignement agricole fait acquérir des connaissances pratiques, mais il développe des qualités physiques et morales qui sont nécessaires pour faire un cultivateur efficace. 

##### Les jardins scolaires
Cette conception de l'éducation physique trouve son application au XIXe siècle, principalement dans les collèges classiques. Le premier surintendant de l'Instruction publique pour le Bas-Canada, le docteur Jean-Baptiste Meilleur, note dans son Mémorial de l'éducation, publié en 1860, au moins six collèges où cette application de l'activité physique est une réalité. Les élèves des collèges de Nicoler, de Sainte-Anne-de-la-Pocatière, de l'Assomption, de Rigaud, de Joliette et de Chambly ont chacun à leur disposition un morceau de terre à cette fin. Cette conception n'est pas appliquée uniformément dans tous les collèges; elle est laissée à la discrétion des autorités de chaque institution. Il faut cependant ajouter que le surintendant Meilleur encourage cet exercice «si propre à fortifier le corps et à distraire utilement l'esprit des occupations abstraites et sérieuses».
C'est toutefois entre 1903 et 1930 que cette conception de l'éducation physique connaît sa plus grande vogue en milieu scolaire rural. Afin de lutter contre l'exode rural et l'immigration des cultivateurs aux États-Unis, les dirigeants politiques, religieux et scolaires relancent une vaste campagne d'enseignement agricole.
À partir de 1903, le ministère de l'Agriculture et le Département de l'instruction publique favorisent l'enseignement de l'horticulture à l'école rurale par la création des jardins scolaires. Il s'agit d'un enseignement moral et patriotique ainsi que d'un exercice physique salutaire et hygiénique.
Le ministère de l'Agriculture nomme, en 1915, monsieur Jean-Charles Magnan directeur des jardins scolaire, attaché au Service de l'horticulture à Québec. Ce dernier obtient la collaboration du Département de l'instruction publique, des inspecteurs scolaires et du personnel enseignant pour assurer l'enseignement théorique et pratique de l'agriculture qui, selon lui, constitue un excellent travail en plein air, une gymnastique très favorable à la santé par l'action musculaire qu'elle nécessite. Au jardin, les élèves se détendent physiquement et développent le goût de la vie à l'extérieur et de l'activité musculaire.

### Militarisme

#### Définition
Jusqu'en 1870, ce sont les soldats britanniques qui assurent la défense du Canada. Cependant, dès le début des années 1850, le gouvernement du Canada-Uni songe à se doter d'une force militaire afin d'assurer sa défense contre les États-Unis qui eux, connaissent une guerre civile au début des années 1860. Les attaques des Féniens troublent aussi le gouvernement de John A. MacDonald.
La question de la défense est, selon le premier ministre de la Milice et de la Défense, Sir George-Étienne Cartier, nécessaire à la réalisation de la grandeur nationale. On constate que tout en assurant la défense du territoire et la sécurité intérieure, la force militaire a pour fonction de favoriser l'unité nationale. 
Si des facteurs internes favorisent le développement du militarisme canadien, ce sont des facteurs extérieurs qui lui donne toute son ampleur. En effet, le militarisme canadien est le sous-produit du militarisme britannique, de l'impérialisme britannique qui, à la fin du siècle, encercle le globe. 
L'impérialisme britannique n'est pas seulement militaire, politique et économique, il est aussi culturel. Les dirigeants anglais sont convaincus qu'ils sont un peuple élu, une race supérieure qui doit triompher sur les races inférieures en les assujettissant et en les assimilant pour leur plus grand bien.
Pour être civilisés, les peuples doivent passer par le moule anglais. L'orgueil des peuples doit faire face au sentiment d'appartenance à l'Empire. Les colonies doivent sacrifier leurs intérêts économiques afin d'accroître la puissance de l'Angleterre sur terre et sur mer.
Cette conviction est clairement exprimée par Joseph Chamberlain le 30 décembre 1887 à Toronto: